# WWF SmackDown! Just Bring It
WWF SmackDown! Just Bring It (Exciting Pro Wrestling 3 en Japón) es un videojuego de lucha profesional lanzado para la PlayStation 2 por THQ y desarrollado por Yuke's. Fue lanzado en Europa el 16 de noviembre de 2001, en Estados Unidos el 19 de noviembre de 2001, y en Japón el 24 de enero de 2002.
El juego es parte de la serie WWF SmackDown! basada en la empresa de World Wrestling Federation (WWF). También es la secuela de WWF SmackDown! 2: Know Your Role y fue sucedido por WWE SmackDown! Shut Your Mouth. Este fue el primer juego de la serie en aparecer en la PlayStation 2. El juego terminó vendiendo más de 400.000 unidades, a lo que se le añadió a la colección de Greatest Hits de PlayStation 2 y se convirtió en el segundo Greatest Hits de THQ, sólo superado por Red Faction. Sin embargo, cuando el juego relanzó en la colección PlayStation 2 Greatest Hits, fue renombrado a WWE SmackDown! Just Bring It porque la World Wrestling Federation acababa de perder la batalla en la corte contra la World Wildlife Fund (WWF) por las siglas WWF, a la que la World Wrestling Federation (WWF) fue renombrado a World Wrestling Entertainment (WWE). En el juego aparece como superestrella desbloqueable el vocalista de Limp Bizkit, Fred Durst. 

## Modos de Juego
Este fue el primer juego de la serie en ofrecer comentarios, con Michael Cole y Tazz destacados como los comentaristas, sin embargo la calidad de los comentarios recibidos, críticas, como las respuestas entre los comentaristas a menudo no tendría ningún sentido en absoluto. Una mejora en este juego en las partidas podían jugar seis jugadores, así como entre seis y ocho miembros en la Battle Royal (partidos de eliminación). Además, este fue el primer juego de la serie para dar a cada luchador de dos finisher. WWF SmackDown! Just Bring It también fue el primer juego de la serie para ofrecer auténticas entradas. El juego cuenta con diversos escenarios que llevaron a cabo eventos en la WWE en 2000 y 2001.

### Modos de Juego
En lugar del Modo Temporada presentado en el anterior juego de SmackDown!, Just Bring It tiene un modo historia. El jugador tiene más control sobre las actividades de su luchador así como tener la capacidad de elegir a qué título de la WWF desea obtener y las opciones de tener que responder a las preguntas. A lo largo del modo Historia, el jugador es capaz de desbloquear superestrellas.

## Roster
El roster consiste en 44 superestrellas:
- Albert
- Billy Gunn
- Bradshaw
- Bubba Ray Dudley
- Chris Benoit
- Chris Jericho
- Christian
- Crash Holly
- D-Von Dudley
- Dean Malenko
- Eddie Guerrero
- Edge
- Faarooq
- Fred Durst (desbloqueable)
- Hardcore Holly
- Ivory
- Jeff Hardy
- Jerry Lynn (desbloqueable)
- Kane
- Kurt Angle
- Lita
- Matt Hardy
- Mick Foley (desbloqueable)
- Molly Holly
- Mr. McMahon
- Perry Saturn
- Raven
- Rhyno (desbloqueable)
- Rikishi
- Shane McMahon (desbloqueable)
- Spike Dudley (desbloqueable)
- Stephanie McMahon (desbloqueable)
- Steve Blackman
- Steven Richards
- Stone Cold Steve Austin
- Tajiri (desbloqueable)
- Tazz
- Test
- The Big Show
- The Rock
- The Undertaker
- Triple H
- Trish Stratus
- William Regal

## Campeonatos
| Campeonato                        | Campeón                         | Marca |
| --------------------------------- | ------------------------------- | ----- |
| WWF Championship                  | Steve Austin                    | WWF   |
| WWF Intercontinental Championship | Edge                            | WWF   |
| WWF Tag Team Championship         | Bubba Ray Dudley & D-Von Dudley | WWF   |
| WWF Women's Championship          | Ivory                           | WWF   |
| WWF European Championship         | Bradshaw                        | WWF   |
| WWF Hardcore Championship         | Kurt Angle                      | WWF   |

| Videojuegos de la WWE                        |                      |                                         |
| Predecesor: WWF SmackDown! 2: Know Your Role | Periodo: 2001 - 2002 | Sucesor: WWE SmackDown! Shut Your Mouth |

- Datos: Q2707393